# Margot Fonteyn

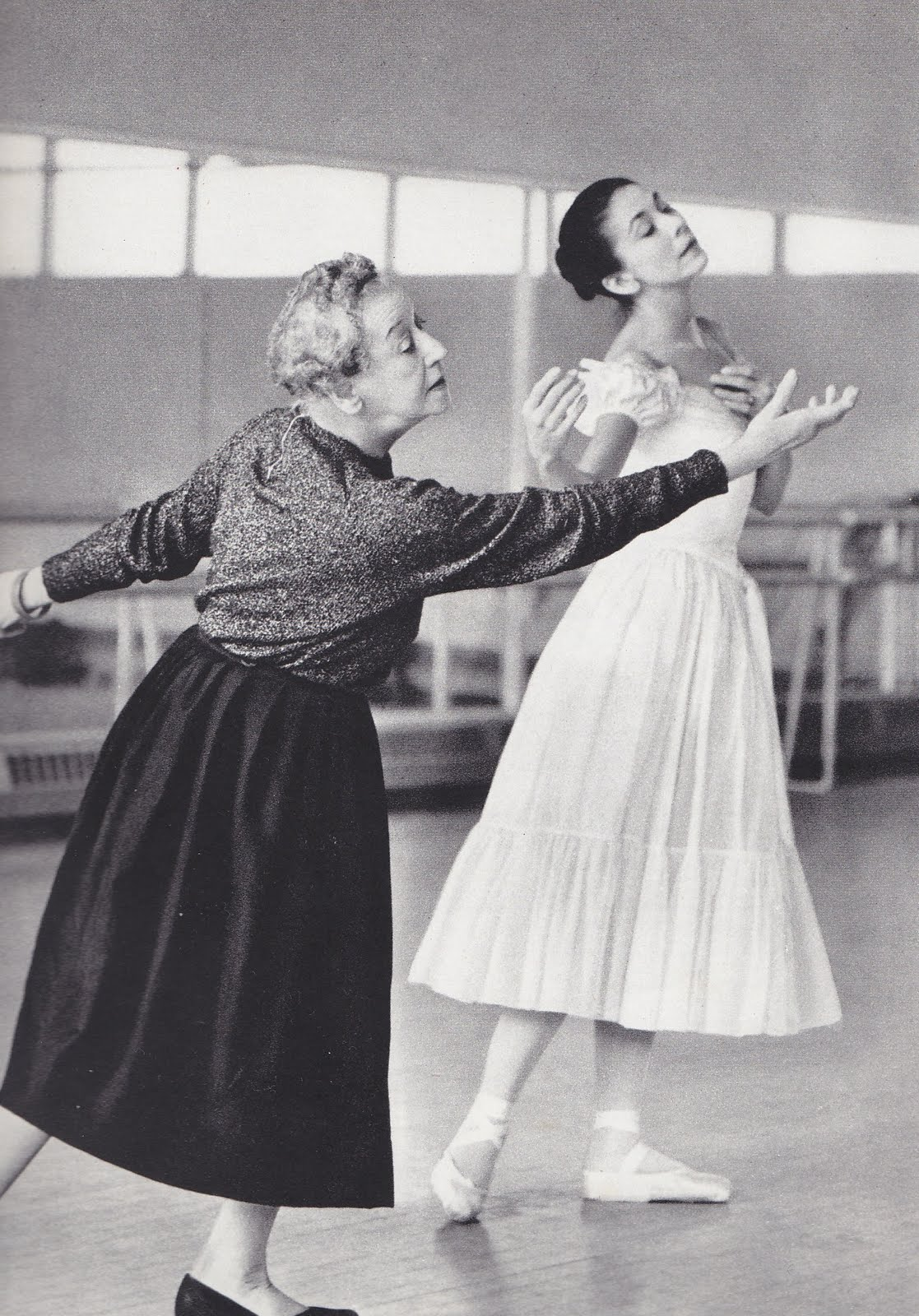
Tamara Karsavina (links) und Margot Fonteyn bei den Proben für Le Spectre de la Rose

Dame Margot Fonteyn, ab 1955 Fonteyn de Arias, DBE (* 18. Mai 1919 in Reigate, Surrey, England als Margaret Evelyn Hookham; † 21. Februar 1991 in Panama-Stadt, Panama; eigentlich Margaret Hookham), war eine britische Balletttänzerin (Prima Ballerina Assoluta).

## Leben
Margaret Hookham wurde am 18. Mai 1919 als Tochter eines englischen Vaters und einer irisch-brasilianischen Mutter in Reigate, einer Stadt im Süden Englands, geboren. Als Kind wurde sie „Peggy“ genannt und begann bereits mit 4 Jahren zu tanzen. Sie erhielt recht früh eine erste tänzerische Ausbildung an der Royal Academy of Dance und bestand die Prüfungen oft mit Auszeichnung. Als ihre Familie 1927, berufsbedingt durch den Arbeitsplatzwechsel des Vaters, nach China übersiedelte, hatte sie bereits mehrere der Tanzzertifikate in der Tasche. Damit begann aber zugleich für sie ein mehrjähriges Reiseleben. Ihre Ausbildung erhielt sie in dieser Zeit bei George Goncharow in Shanghai. Erst 1933 brachte die Mutter sie, zur Fortsetzung der Tanzausbildung, nach London zurück. Hier setzte sie dann die Ballettausbildung an der Sadler’s Wells School und bei Serafina Astafieva (1876–1934) in London fort.
Beim Vic-Wells-Ballet gab sie 1934 ihr Debüt als Schneeflocke in Der Nussknacker. Unter ihrem Künstlernamen Margot Fonteyn kreierte sie 1935 ihre erste größere Rolle in Frederick Ashtons Le Baiser de la fée. Sie erfuhr in dieser Zeit eine intensive Förderung durch Ninette de Valois (1898–2001), die Gründerin des Royal Balletts, Tänzerin, Choreographin und Direktorin der Sadler’s Wells School. Das Training war besonders hart für sie, aber durch eiserne Disziplin, an die sie sich erst gewöhnen musste, sammelte Margaret hier erste Bühnenerfahrungen. Wenige Jahre später, als 17-Jährige, trat sie die Nachfolge der Primaballerina Alicia Markova an. 1937 lernte sie den aus Panama stammenden Jurastudenten Roberto de Arias kennen und lieben, der aus einer alten dort ansässigen Politikerfamilie stammte. Aber beide verloren sich wieder aus den Augen. Sie tanzte in den folgenden Jahren alle Ballerinenrollen des klassischen Standard-Repertoires. Ihre Zusammenarbeit mit dem Choreographen Frederick Ashton (1904–1988) brachte berühmte Ballette wie Daphnis et Chloé, Symphonic Variations oder Undine (Musik von Hans Werner Henze) hervor. Anfangs verzweifelte Ashton fast an dem „eigensinnigen Kind“, das zwar sehr schnell begriff, aber jede Figur erst völlig verinnerlichen musste, um sie so ausdrucksvoll auf der Bühne zu tanzen. Das Aufgehen in der jeweiligen Rolle und die Echtheit ihrer Gefühle befähigte sie dann, die Charaktere so glaubhaft zu verkörpern.  Mit ihrer technischen Perfektion, großen Musikalität und zurückhaltenden Eleganz prägte sie den englischen Stil und verhalf dem Royal Ballet zu weltweiter Anerkennung.
In den 1950er Jahren hatte sie eine verletzungs- und krankheitsbedingte Krise, in der sie bereits über ein mögliches Ende ihrer künstlerischen Karriere nachdachte. Doch 1953 trafen sich Roberto de Arias und Margaret erneut in New York. Inzwischen war er verheiratet und hatte drei Kinder. Doch als die alte Liebe wieder aufflammte, ließ er sich scheiden und beide heirateten 1955 in Paris. 1954 wurde sie Präsidentin der Royal Academy of Dance. Im Jahr 1956 wurde ihr von Königin Elisabeth II. der Titel Dame Commander des Order of the British Empire verliehen.
Auf einer Kubareise Anfang 1959, kurz nach dem Sieg der Kubanischen Revolution, trafen Margaret de Arias und ihr Ehemann mit Fidel Castro zusammen, der seine Unterstützung beim geplanten Sturz der panamaischen Regierung zusagte. Am 19./20. April 1959 waren Margot Fonteyn und ihr Ehemann dann an einem versuchten Putsch von 125 kubanischen Revolutionären gegen die panamaische Regierung beteiligt. Sie wurde verhaftet und musste eine Nacht im Gefängnis verbringen, ehe die Behörden sie in die USA abschoben.
In den Folgejahren tanzte sie als Gastballerina beim Royal Ballet und gab Gastspiele in der ganzen Welt. Als der Tänzer Rudolf Nurejew 1961 die Sowjetunion verließ und zum Royal Ballet nach London eingeladen wurde, lernten sich beide kennen und aus ihnen wurde auf der Bühne ein Traumpaar. Zusammen traten sie ab 1962 u. a. in Giselle, Schwanensee, Dornröschen und Marguerite and Armand auf.  Ihr Tanz gewann mit Nurejew an Aggressivität und Brillanz, er profitierte von ihren Erfahrungen und der Bühnensicherheit. Beide bestachen bei ihren Auftritten durch eine fast schlafwandlerische Übereinstimmung in den Bewegungen und der Bühnenpräsenz. Diese Partnerschaft prägte das Ballett des 20. Jahrhunderts, bis Fonteyn sich 1989 vom Ballett zurückzog und nach Panama übersiedelte. Sie kümmerte sich von nun an um ihren Mann, der nach einem Attentat 1964 gelähmt war. 1979 wurde sie vom Royal Ballet zur Primaballerina assoluta ernannt.
In Panama-Stadt starb sie am 21. Februar 1991 an einem Krebsleiden.

## Werke
- 1976: Die zertanzten Schuhe (An Autobiography, 1975)
- 1981: Vom Zauber des Tanzes (The Magic of Dance, 1979)

## Filme
Zahlreiche Auftritte Fonteyns wurden in Filmen konserviert, unter anderem inszenierte Truck Branss 1966 den Film Schwanensee zum gleichnamigen Ballett. Sie selbst produzierte 1979 die Fernsehserie The Magic of Dance.